# Adinandra collina
Adinandra collina är en tvåhjärtbladig växtart som beskrevs av Clarence Emmeren Kobuski. Adinandra collina ingår i släktet Adinandra och familjen Pentaphylacaceae. Inga underarter finns listade i Catalogue of Life.